# پادتن

هر پادتنی به یک پادگن مخصوص متصل می‌شود، مانند اثر متقابل قفل و کلید.

پادتن یا آنتی‌کور (به فرانسوی: anticorps) یا آنتی‌بادی (به انگلیسی: antibody) نوعی پروتئین است که در دستگاه ایمنی بدن، در پاسخ به حضور پادگِن خاصی، تولید می‌شود و در خون به گردش درمی‌آید یا در محل تولید باقی می‌ماند تا به پادگن (معمولاً اجسام بیگانه همچون باکتری و ویروس ولی گاه حتی بافت طبیعی بدن یا یک مادهٔ غذایی است) حمله‌ور شود و آن را بی‌زیان سازد. هر پادتن یک پادگن ویژه را هدف خود تشخیص می‌دهد.
پادتن‌ها از یاخته‌های خوناب ترشح می‌شوند و به ایمنی مزاجی مربوط است. پس از برخورد لنفوسیت B با پادگن خاص خود، تقسیم شده و یاخته B خاطره و یاخته خوناب به وجود می‌آورند. یاخته‌های خاطره همواره در کمین هستند تا در صورت برخورد مجدد با همان پادگن با سرعت بیشتری تقسیم شوند.
یاخته‌های خوناب گیرنده پادگنی ندارند و وظیفهٔ آن‌ها تولید پادتن است و دارای شبکه درمیان‌یاخته‌ای زبر و دستگاه گلژی گسترده هستند. پادتن‌ها به صورت فعال تولید می‌شوند و به خون ریخته می‌شوند. پادتن در خون محلول است به همین خاطر به این ایمنی مزاجی گفته می‌شود. (مایعات بدن شامل خون، تنابه و مایع میان‌بافتی)
پادتن‌ها گیرنده پادگنی مشابه لنفوسیت B و B خاطره دارند که مکمل پادگن است. پادتن پادگن را از بین نمی‌برد، بلکه آن را خنثی می‌کند. در ساده‌ترین روش به پادگن می‌چسبد و مانع از اتصالش به یاخته میزبان می‌شود. در این حالت علاوه بر غیرفعال کردن پادگن، عمل بیگانه‌خواری  و درشت‌خواری را نیز راحت می‌کند.
پادتن‌ها در ایجاد آسم و حساسیت و خودایمنی نقش دارند؛ یعنی تولید نابه‌جا و نامناسب آن‌ها باعث ایجاد این بیماری‌ها می‌شود. البته این گفته نباید به‌طور اشتباه برداشت شود. اگر پادتن‌ها نباشند خیلی از بیماری‌ها انسان را از پا درمی‌آورند. پادتن در مبارزه با یاخته‌های سرطانی و پیوندی نقش کمتری دارد.

## پیش‌گفتار
ایمنی نوع ویژه‌ای از مقاومت است که:
1. در طول زندگی فرد بر اثر تماس با مواد خارجی مشخصی ایجاد می‌شود.
2. اغلب تنها در برابر یک نوع میکروب بیماری‌زا یا سم که محرک تولید آن بوده‌است، نقش حفاظتی دارد.
3. موجب حفاظت در برابر عامل محرک ایمنی برای مدت طولانی است.

هر ماده‌ای که به‌طور اختصاصی واکنش ایمنی ویژه‌ای را پس از ورود به بدن موجب گردد، پادگن نامیده می‌شود. با ورود یک پادگن به بدن، پادتن تولید می‌گردد که قادر به ایجاد پیوند اختصاصی با پادگن محرک تولید آن است. پادتن‌ها تحت نام کلی ایمنوگلوبولین نیز شناخته می‌شوند، زیرا عضو گروهی از پروتئین‌ها بنام گلوبولین‌ها هستند. به هنگام جداسازی پروتئین‌های سرم خون به روش الکتروفورز، سه بخش عمده در آن‌ها قابل تشخیص است که عبارت‌اند از: آلبومین، گلوبولین‌ها (گلوبولین آلفا۱، آلفا ۲، بتا و گاما) و فیبرینوژن.
گاما گلوبولین‌ها (ایمنوگلوبولین‌ها یا آنتی‌بادی‌ها) در لنفوسیت‌ها بعد از ورود و شناسایی پادگن‌ها هَندایش می‌شوند. گاما گلوبولین‌ها با اتصال به پادگن‌ها اعمال آن‌ها را متوقف می‌سازد. ایمنوگلوبولین‌ها از نظر شکل و اندازه، قند موجود در ساختمان آن‌ها و تعداد و نوع آمینواسیدها، به دسته‌های مختلف تقسیم می‌شوند که به صورت ایمنوگلوبولین IgE ،IgA ،IgD ،IgM ،IgG نشان داده می‌شوند.

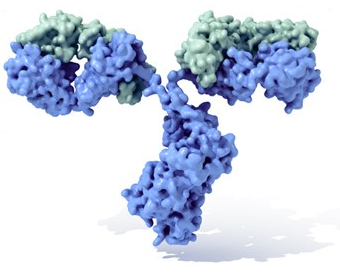
مدلی سه‌بعدی از ساختار ایمنوگلوبولین‌ها

ایمنوگلوبولین‌ها با وجود تنوع ساختاری اغلب از چهار دسته پروتئینی تشکیل شده‌اند که به شکل ساختار "Y" به یکدیگر پیوند یافته‌اند. دو رشته کوتاه‌تر را رشته‌ها یا زنجیره‌های سبک (L) می‌نامند که با پیوند اشتراکی به انشعابات رشته‌ها یا زنجیره‌های درازتر سنگین (H) متصل می‌شوند. اختصاصی بودن نقاط اتصال به‌وسیله ترتیب قرار گرفتن آمینواسیدها در بخش متغیر هر دو رشته H و L تعیین می‌شود.
تعداد نقاط اتصال بر روی پادتن، تعیین‌کننده ظرفیت آن است و هر قدر ظرفیت پادتن بیشتر باشد، تعداد بیشتری مولکول پادگن می‌توانند به آن متصل شوند. ایمنوگلوبین G یا IgG که رایج‌ترین گروه پادتن‌هاست و ۸۰٪ ایمونوگلوبولین موجود در خون را تشکیل می‌دهد، دو ظرفیتی بوده و قادر به عبور از جفت و انتقال به جنین است. این پادتن‌ها به محافظت از جنین کمک می‌کنند. ایمنوگلوبین G منحصراً در خون یافت می‌شود، ولی ایمنوگلوبین A یا IgA در تمام مایعات بدن از جمله آب دهان، اشک، شیر، شیره معده و ترشحات مخاطی دستگاه تنفسی و تناسلی وارد می‌شود. این مولکول در خون نیز وجود دارد، ولی ساختار آن در خون اندکی با ساختارش در مایعات بدن متفاوت است.

## تقسیم‌بندی
پادتن‌ها بر اساس خواص فیزیکی، شیمیایی و ایمونولوژیکی تقسیم‌بندی می‌شوند:
1. پادتن A
2. پادتن D
3. پادتن E
4. پادتن M
5. پادتن G

## سازوکار پادتن‌ها
پادتن در اثر ترکیب با پادگن میکروبی، آن را غیرفعال کرده یا از انتشار آن در بدن جلوگیری می‌کند. پادتن‌ها دارای سازوکارهای متفاوتی هستند.

## پادتن‌های خنثی‌کننده
این گروه با ویروس‌ها یا توکسین‌های میکروبی واکنش نشان می‌دهند و آثار زیان‌بخش آن‌ها را خنثی می‌کنند. آنتی توکسین‌هایی که در برابر عامل بیماری‌های کزاز، بوتولیسم، دیفتری یا گزیدگی مارهای سمی تولید می‌شوند، زهرهای مربوطه را در خون خنثی می‌کنند. پادتن‌های خنثی‌کننده ویروسی، با اشغال نقاط اتصال بر سطح ویروس، مانع بیماری ویروسی می‌شوند.

## اگلوتینین‌ها
این گروه شامل پادتن‌هایی است که با پادگن‌های ذره‌ای (مانند تمامی یاخته باکتری) واکنش نشان می‌دهند و موجب به هم چسبیدن و تجمع آن‌ها می‌شوند. آگلوتینه شدن مانع پراکندگی عوامل بیماری‌زا است و هر یاخته درشت‌خوار می‌تواند تعداد زیادی از باکتری‌های اگلوتینه شده را یک جا ببلعد.

## پرسی‌پیتن‌ها
این گروه شامل ایمونوگلوبولین‌هایی است که با پادگن‌های محلول واکنش نشان می‌دهند و آن‌ها را به رسوبات جامد تبدیل می‌کنند (پرسی‌پیتاسیون). بسیاری از این مولکول‌های محلول که از عوامل بیماری‌زا هستند، به هنگام رسوب کردن غیرفعال می‌شوند. چند پادتن به پادگن‌های محلول متصل می‌شوند و زنجیرهٔ اتصالی پادگن‌ها بدین صورت باعث می‌شود که اجتماع پادگن و پادتن‌ها با یکدیگر رسوب کنند.

## اوپسونین‌ها
این گروه شامل پادتن‌هایی است که با اجزای سطحی ساخته‌های میکروبی و غیرمیکروبی ترکیب می‌شوند و محرک بلعیده شدن پادگن‌‌های مربوطه به وسیله یاخته‌های بیگانه‌خوار هستند. این گروه از پادتن‌ها مثلاً می‌توانند خاصیت بیگانه خواری کپسول استرپتوکوکس نومونیا عامل بیماری سینه‌پهلو را خنثی کنند، تا این میکروب‌ها به سادگی به‌وسیله درشت‌خوارها بلعیده شوند.

## پادتن‌های تثبیت‌کننده مکمل
این گروه از پادتن‌ها یاخته‌های میکروبی (به‌ویژه باکتری‌های گرم‌منفی) را در حضور یک سری از پروتئین‌های خون به نام مکمل متلاشی می‌کنند. پادتن‌های تثبیت‌کننده مکمل، قبل از اینکه اجزا غیرفعال مکمل به گونه‌ای بر روی هم سوار شوند تا در مجموعه پادگن-پادتن (Ay-Ab) اشکال فعال را به وجود آورند، به یاخته‌های پادگنی متصل می‌شوند. بدین ترتیب پروتئین‌های مکمل، با تغییر ساختار غشای یاخته‌ای، موجب خروج میان‌یاخته از یاخته و متلاشی شدن آن می‌گردند.
مکمل‌ها به همراه پادتن‌ها در سه نوع عمل حفاظتی دخالت دارند: متلاشی شدن، جذب شیمیایی و اپسونیزاسیون کل این فرایند را تثبیت مکمل نامند، زیرا مولکول مکمل به صورت برگشت‌ناپذیری بر روی مجموعه پادگن-پادتن تثبیت شده و در نتیجه از سرم خون جدا می‌شود.